# Reggie Cross
Reginald Gene Cross, más conocido como Reggie Cross (Fort Lauderdale, Florida, 12 de agosto de 1966) es un exjugador de baloncesto estadounidense. Con 2.04 de estatura, su puesto natural en la cancha era el de pívot.

## Trayectoria
- South Plantation High School
- Miami-Dade Community College (1984-1986)
- Universidad de Hawái  (1987-1989)
- Yakima Sun Kings (1990)
- Grand Rapids Hoops (1990-1991)
- Granollers (1991)
- Le Mans (1991-1992)
- P. Beach Stingrays (1992)
- Montreal Dragons (1992)
- Columbus Horizon (1992-1993)
- Yıldırımspor (1993-1994)
- Efes Pilsen (1994-1995)
- Oyak Renault (1995-1996)